# Мигіївська сільська рада
Мигі́ївська сільська́ ра́да — орган місцевого самоврядування в Первомайському районі Миколаївської області. Адміністративний центр — село Мигія.

## Загальні відомості
- Населення ради: 2 294 особи (станом на 2001 рік)

## Населені пункти
Сільській раді підпорядковані населені пункти:
- с. Мигія
- с. Гаївське
- с. Куріпчине

## Склад ради
Рада складається з 20 депутатів та голови.
- Голова ради: Почтаренко Світлана Миколаївна
- Секретар ради: Носик Людмила Володимирівна

### Керівний склад попередніх скликань
| Прізвище, ім'я, по батькові    | Основні відомості                                                | Дата обрання | Дата звільнення |
| ------------------------------ | ---------------------------------------------------------------- | ------------ | --------------- |
| Почтаренко Світлана Миколаївна | Сільський голова, 1962 року народження, освіта вища, безпартійна | 26.03.2006   | 31.10.2010      |
| Почтаренко Світлана Миколаївна | Сільський голова, 1962 року народження, освіта вища, безпартійна | 31.10.2010   |                 |

Примітка: таблиця складена за даними сайту Верховної Ради України

### Депутати
За результатами місцевих виборів 2010 року депутатами ради стали:

#### За суб'єктами висування
| Суб'єкт висування                        | Кількість обраних депутатів | %  |
| ---------------------------------------- | --------------------------- | -- |
| Самовисування                            | 15                          | 75 |
| Партія регіонів                          | 4                           | 20 |
| Прогресивна соціалістична партія України | 1                           | 5  |

#### За округами
| № округу                                 | Прізвище, ім'я, по батькові       | Дата визнання обраним | Освіта             | Партійна приналежність                          | Відомості про обраного депутата                                        |
| ---------------------------------------- | --------------------------------- | --------------------- | ------------------ | ----------------------------------------------- | ---------------------------------------------------------------------- |
| Партія регіонів                          |                                   |                       |                    |                                                 |                                                                        |
| 4                                        | Галісевич Ігор Геогрійович        | 04.11.2010            | середня            | член Партії регіонів                            | Первомайське газове господарство, слюсар                               |
| 7                                        | Жолобенко Алла Анатоліївна        | 04.11.2010            | вища               | член Партії регіонів                            | Мигіївський коледж, керівник господарської частини                     |
| 11                                       | Недзельська Ольга Борисівна       | 04.11.2010            | вища               | член Партії регіонів                            | Мигіївський коледж, викладач                                           |
| 17                                       | Гордієнко Андрій Миколайович      | 04.11.2010            | вища               | член Партії регіонів                            | Мигіївський коледж, виклада                                            |
| Прогресивна соціалістична партія України |                                   |                       |                    |                                                 |                                                                        |
| 9                                        | Трайстер Ніна Трохимівна          | 04.11.2010            | вища               | член Прогресивної соціалістичної партії України | пенсіонер                                                              |
| Самовисування                            |                                   |                       |                    |                                                 |                                                                        |
| 1                                        | Літвіненко Віта Вікторівна        | 04.11.2010            | вища               | позапартійна                                    | Мигіївська сільська рада, касир                                        |
| 2                                        | Носик Людмила Володимирівна       | 04.11.2010            | середня спеціальна | позапартійна                                    | Мигіївська сільська рада, бухгалтер                                    |
| 3                                        | Колєсніченко Тетяна Володимирівна | 04.11.2010            | середня спеціальна | позапартійна                                    | тимчасово не працює                                                    |
| 5                                        | Шпак Вікторія Олександрівна       | 04.11.2010            | середня спеціальна | позапартійна                                    | ДНЗ «Ромашка», вихователь                                              |
| 6                                        | Головко Олександр Володимирович   | 04.11.2010            | вища               | позапартійний                                   | Національний природний парк «Бузький Гарт», провідний інженер          |
| 8                                        | Кочет Сергій Леонідович           | 04.11.2010            | вища               | позапартійний                                   | ВАТ «Бузькі пороги», головний зоотехник                                |
| 10                                       | Юрченко Людмила Анатоліївна       | 04.11.2010            | вища               | позапартійна                                    | підприємець                                                            |
| 12                                       | Коровай Олександр Сергійович      | 04.11.2010            | середня            | позапартійний                                   | Мигіївський коледж, столяр                                             |
| 13                                       | Шелест Світлана Георгіївна        | 04.11.2010            | вища               | позапартійна                                    | Первомайська Районна державна лікарня ветеринарної медицини, вет.лікар |
| 14                                       | Блажчук Ілона Валентинівна        | 04.11.2010            | вища               | позапартійна                                    | Мигіївська сільська рада, секретар                                     |
| 15                                       | Шелест Сергій Володимирович       | 04.11.2010            | вища               | позапартійний                                   | ВАТ «Бузькі пороги», головний агроном                                  |
| 16                                       | Лаврентіїв Валентин Олександрович | 04.11.2010            | вища               | позапартійний                                   | ТОВ «Софія», головний агроном                                          |
| 18                                       | Кравчина Тетяна Миколаївна        | 04.11.2010            | вища               | позапартійна                                    | Мигіївська загальноосвітня школа, вчитель                              |
| 19                                       | Колосинко Валентина Іванівна      | 04.11.2010            | середня спеціальна | позапартійна                                    | ДНЗ «Ромашка», медсестра                                               |
| 20                                       | Каланчов Андрій Олександрович     | 04.11.2010            | вища               | позапартійний                                   | підприємець                                                            |